# Livefields
Livefields è un album dal vivo dei Toto, registrato in Francia durante il Mindfields Tour e pubblicato nel 1999.

## L'album
Il disco fu registrato durante il tour seguente l'uscita dell'album Mindfields e fu pubblicato verso la fine del 1999. Fuori dagli USA l'album contiene anche un bonus CD che raccoglie delle registrazioni "unplugged" extra, effettuate durante gli altri concerti in Francia.

## Tracce
1. Caught in the Balance (S. Lukather, D. Paich, S. Phillips, M. Porcaro, S. Lynch, B. Kimball) - Voce: Bobby Kimball
2. Tale of a Man (D. Paich) - Voce: Bobby Kimball
3. Rosanna (D. Paich) - Voce: Steve Lukarher & Bobby Kimball
4. Steve Lukather Solo
5. A Million Miles Away (D. Paich) - Voce: Bobby Kimball
6. Jake to the Bone (D. Paich, J. Porcaro, S. Lukather, M. Porcaro) - (strumentale)
7. Simon Phillips Solo
8. Dave's Gone Skiing (S. Lukather, M. Porcaro, S. Phillips) - (strumentale)
9. Out of Love (S. Lukather, J.M. Byron)* - Voce: Steve Lukather
10. Mama (D. Paich, B. Kimball)* - Voce: Bobby Kimball
11. You Are the Flower (B. Kimball)* - Voce: Bobby Kimball
12. The Road Goes On (S. Lukather, D. Paich, G. Ballard)* - Voce: Steve Lukather
13. Better World (S. Lukather, D. Paich, S. Phillips) - Voce: Steve Lukather
14. Girl Goodbye (D. Paich) - Voce: Bobby Kimball
15. David Paich Solo
16. White Sister (D. Paich, B. Kimball) - Voce: Bobby Kimball

- contrassegnato con * il medley acustico

### Tracce bonus della versione CD
1. I Will Remember (S. Lukather, S. Lynch) - Voce: Steve Lukather
2. Hold the Line (D. Paich) - Voce: Bobby Kimball
3. I Won't Hold You Back (S. Lukather) - Voce: Steve Lukather
4. Cruel (videoclip, live in Yokohama, Giappone) (J. Leiber, S. Phillips, B. Kimball, S. Lukather) - Voce: Bobby Kimball
5. Melanie (videoclip) (S. Lukather, D. Paich, R. Goodroom) - Voce: Steve Lukather

## Formazione
- Steve Lukather - chitarra, voce
- David Paich - tastiera, voce
- Mike Porcaro - basso
- Simon Phillips - batteria, percussioni
- Bobby Kimball - voce

### Altri musicisti
- Tony Spinner - voce, chitarra
- Buddy Hyatt - voce, percussioni
- John Jessel - tastiera, voce